# Eumaros
Eumaros, Eumares (czynny w połowie VI w. p.n.e.) – starożytny malarz grecki.
Według Pliniusza pierwszy malarz, który odróżniał postacie męskie i kobiece poprzez nadawanie twarzom i rękom kobiet koloru białego, a twarzom i rękom mężczyzn koloru czerwonego. Sposób ten stosowany był w wazowym malarstwie czarnofigurowym.
Na podstawie dwóch inskrypcji odnalezionych na ateńskim Akropolu przypuszcza się, że Eumaros był ojcem znanego rzeźbiarza Antenora.